# Прогрес (Карасуський район)
Прогре́с (каз. Прогресс) — село у складі Карасуського району Костанайської області Казахстану. Входить до складу Челгашинського сільського округу.
Населення — 95 осіб (2021; 194 у 2009, 515 у 1999, 623 у 1989).